# باولو بوغي
باولو بوغي (بالإيطالية: Paolo Poggi)‏ (16 فبراير 1971 بالبندقية في إيطاليا - ) هو لاعب كرة قدم إيطالي في مركز الهجوم. لعب مع نادي أنكونا ونادي أودينيزي ونادي بارما ونادي باري ونادي بياتشينزا ونادي تورينو ونادي روما ونادي فينيزيا ونادي مانتوفا.